# HMS Minotaur (1863)
Pour les autres navires du même nom, voir HMS Minotaur.
Le HMS Minotaur est une frégate cuirassée de la classe Minotaur (en) de la Royal Navy.
La classe Minotaur est alors les plus longs navires de guerre à une seule hélice. Il y a presque quatre ans pour le Minotaur entre son lancement et sa mise en service, en raison des évaluations de son armement et de différents gréements à voile.
Le navire a l'essentiel de sa carrière active en tant que navire amiral de la Channel Fleet. Il devient un navire-école en 1893 puis un ponton en 1905 lorsqu'il fait partie de l'école de formation à Harwich. Le Minotaur est rebaptisé plusieurs fois avant d'être vendu à la ferraille en 1922 et démantelé l'année suivante.

## Construction
Les frégates cuirassées de la classe Minotaur sont essentiellement des versions agrandies de la frégate cuirassée HMS Achilles avec un armement plus lourd, un blindage et des moteurs plus puissants. Leurs flancs sont entièrement blindés pour protéger les 50 canons. Chacune est équipée d'un éperon en forme de charrue qui est plus proéminent que celui du Achilles.
Le Minotaur a un moteur à vapeur à 2 cylindres fabriqué par John Penn and Sons (en) entraînant une seule hélice de 24 pieds (7 m). Dix chaudières rectangulaires à tubes de fumée fournissent de la vapeur au moteur à une pression de travail de 25 livres par pouce carré (172 kPa). Le moteur a produit un total de 5 182 kW lors des essais en mer du navire le 10 mai 1867, le Minotaure a une vitesse maximale de 14,33 knot.
Le navire a cinq mâts et une surface de voile de 3 008 m2. Comme son hélice ne peut être que déconnectée et non hissée à l'arrière du navire pour réduire la traînée, le Minotaur ne fait que 9,5 knot sous voile. Les deux cheminées sont semi-rétractables pour réduire la résistance au vent sous voile. En 1893-1894, après le retrait du service actif, le Minotaur se fait enlever deux mâts et est regréé en barque.
L'armement des navires de la classe Minotaur devait être composé de 40 canons Armstrong de 7 pouces RML (en) à chargement par la culasse sur le pont principal et de 10 autres sur le pont supérieur sur des supports pivotants. Le canon est une nouvelle conception d'Armstrong, mais s'avère un échec quelques années après son introduction. Le canon est retiré avant qu'aucun ne fût reçu par l'un des navires de classe Minotaur. À la place, on installe des fusils à chargement par la bouche de 7 et 9 pouces. Les quatre canons RML de 9 pouces 12 tonnes (en) et 20 canons RML de 7 pouces (en) sont montés sur le pont principal tandis que des quatre canons de 7 pouces sont montés sur le pont supérieur comme canons de chasse. Le navire reçoit huit obusiers en laiton à utiliser comme canons de salut. Les orifices des canons mesurent 0,8 m de large, ce qui permet à chaque canon de tirer à 30° en avant et en arrière du faisceau.

## Histoire
Le HMS Minotaur est initialement baptisé le 2 septembre 1861 sous le nom de HMS Elephant, en l'honneur du navire autrefois commandé par Nelson soixante-dix ans auparavant, mais le nom change pendant la construction. Il est lancé le 12 décembre 1863, mise en service en avril 1867 et achevé le 1er juin 1867. Le long retard dans l'achèvement est dû à de fréquents changements dans les détails de conception et à des expériences avec son armement et avec son gréement.
Le Minotaur est finalement mis en service à Portsmouth comme vaisseau amiral de la Channel Fleet, poste qu'il conserve jusqu'en 1873. En 1872, le navire est percuté par le cuirassé HMS Bellerophon alors qu'ils quittent Belfast Lough. Le Minotaur perd son beaupré et son mât de perroquet avant, alors que le Bellerophon subit simplement des inondations mineures. Il subit un long radoub en 1873 et reprend son poste en 1875 lorsqu'il rejoint la Channel Fleet. Le Minotaur devient le premier navire de la Royal Navy à recevoir une installation permanente d'un projecteur électrique en 1876. Le 24 décembre 1886, il entre en collision avec le HMS Monarch dans le Tage, endommageant gravement le HMS Monarch.
Le 28 février 1887, il sauve les passagers et l'équipage du bateau à vapeur britannique Valparaiso, qui a fait naufrage sur un récif au large de Vigo, en Espagne. Le navire est le vaisseau amiral du vice-amiral William Hewett, lors de la revue de la flotte du jubilé d'or de la reine Victoria le 23 juillet 1887.
Le Minotaur est désarmé fin 1887 à Portsmouth et affecté à la réserve jusqu'en 1893, date à laquelle il devient navire-école à l'île de Portland. Il est rebaptisé HMS Boscawen II en mars 1904 et transféré en 1905 à Harwich dans le cadre de l'école de formation du HMS Ganges (en). Le navire est rebaptisé le 11 juin 1906 HMS Ganges puis Ganges II le 25 avril 1908. Il est vendu le 30 janvier 1922 pour la ferraille.